# Emma Gaala
Emma Gaala — фінський музичний гала-концерт, що щорічно організується Musiikkituottajat — IFPI Finland, на якому нагородами Emma Awards нагороджуються найвидатніші артисти та музичні професіонали року. Він проводиться щорічно з 1983 року, крім періоду з 1988 по 1990 рік.
До 1991 року переможців обирали представники ÄKT. З 1992 року вони тільки відбирали кандидатів, з яких комісія музичних критиків обирала переможців. Критерії відбору включають цікаві музичні якості, музичний і комерційний успіх в індустрії звукозапису, а також популярність артиста, яка вимірюється різними способами. До 2022 року Nightwish отримали найбільше нагород Emma (всього 16).